# رمضان السويحلي
رمضان بن الشتيوي بن أحمد السويحلي (1297هـ-1338هـ) - (1879م - 1920م) من زعماء الجهاد في ثورات طرابلس الغرب بليبيا على الإيطاليين. وقد يعرف بـ «رمضان الشتيوي» (نسبة إلى أبيه).
ولد وتعلم في زاوية المحجوب بمصراتة ولما ضرب الإيطاليون طرابلس الغرب كان ضمن مجاهدي مصراتة الذين توجهوا لمقاومة المستعمر بقيادة الحاج أحمد مصطفى المنقوش، والذي استشهد أواخر سنة 1329هـ، 24 أكتوبر 1911 إثر إصابته في معركة الهاني الشهيرة، فتولى رمضان رئاسة مجاهدي مصراتة بعد أن أوصى الحاج أحمد المنقوش بذلك، وكان ذلك بدء زعامته وبروزه. جرح رمضان السويحلي في هذه المعركة كذلك في صدره على مقربة من طرابلس، فعاد إلى مصراتة وعولج. وهاجمها الإيطاليون فاشترك في الدفاع عنها، وجرح في بطنه. واحتلوها صلحاً (سنة 1912) فلزم بيته إلى أن قامت معركة القرضابية.
قام بعض المتربصين غير صحيح كان رمضان خائنا برمضان بالوشاية إلى الإيطاليين بأن رمضان لازال يعادي القضية الإيطالية و لم يلتزم بالابتعاد عن محاربتهم أو تأييد الجهاد ضدهم. فقام المتربصون به بتجهيز مكيدة له و هو أن يقوم الإيطاليون باختباره في معركة القرضابية و التي كان يجهز لها المستعمر لسيطرة الكاملة على المنطقة الوسطى. وكان رمضان يبعث بالاشارات لجميع قوات المجاهدين و عن كيفية الوقوع بالمستعمر في هذه المعركة ولكن كان انعدام الوفاق بين المجاهدين هي سمة تلك المرحلة. و حسب مصادر التاريخ الموثقة و حسب رواية الشيخ الجليل الزاوي (كتاب الجهاد في طرابلس الغرب) كان المجاهدون في موقف لا يحسد عليه مع فرق العتاد و العدة ولكن بفضل خطة رمضان العسكرية الفذة قام مجاهدو مصراتة و بعد استطاعت رمضان الإفلات من القيادة الإيطالية الاتفاف حول القوات الإيطالية و قلب الموازين.
كما كان له الدور البارز في عدم دخول الأسطول الإيطالي لميناء قصر أحمد والتي ظل الغزاة الإيطاليون حتي بعد وفاته بزمن طويل لا يجسرون علي وطئ المنطقة. وقد بدأت فكرة الجمهورية الطرابلسية أول جمهورية في الوطن العربي في مدينة مصراتة على أثر اجتماع بين الشيخ سليمان الباروني والمجاهد رمضان السويحلي وتتألف الجمهورية من الجزء الغربي من ليبيا وتم الاتفاق على إعلانها بمدينة مسلاتة في 16 نوفمبر 1918 وتبلورت فكرة تكوين الجمهورية الطرابلسية عقب هزيمة دول المحور في الحرب العالمية الأولى وتوقف الدعم التركي - الألماني للمقاومة الليبية ضد الاحتلال الإيطالي، ولكن لم تدم طويلا ولهذا السبب لم تأخذ الشهرة في التاريخ الحديث.

## سيرة
في حياة والده الشتيوي، كانت زوجته الأولى فتاة حسناء أصيلة النسب، كريمة المنبت والأخلاق، وهي ابنة عمه السيدة فاطمة بنت الحاج خليل السويحلي ورزق منها إبراهيم وخديجة وعندما توفيت حزن عليها حزنا شديدا.
تزوج بعدها لِلّأهم بنت محمد التِنّبي ورزق منها ابنته عائشة.
وحفظ القرآن الكريم في كتاب زاوية المحجوب كعادة الناس في زمانه ثم أخد مبادئ في الفقه على مذهب الإمام مالك في زاوية المحجوب وزاوية الزروق. وبعد أن اندلعت الحرب في طرابلس الغرب كان في عزّ شبابه يملؤه الحماس والحيوية والرجولة، فانخرط في حركة الجهاد مع مجاهدي مصراتة وحضر معركة يوم الأربعاء التي وقعت في 25/10/1911 وبعد أن أستشهد قائد مجاهدي مصراتة الحاج أحمد المنقوش في 26/10/1911 تولى رمضان قيادة مجاهدي مصراتة. ورابط بمجاهدي مصراتة حول مدينة طرابلس إلى أن احتل الطليان عين زاره في 8/12/1911 وفي هذا اليوم جرح جرحا بليغا في صدره فاضطر للعودة إلى مصراتة لمداواة جراحه وعندما احتل الإيطاليون مدينة مصراتة في 7 يوليو 1912 كان رمضان في مقدمة المدافعين عنها وأصيب بجراح في بطنه كاد أن يلقي حتفه بسببها، وبعد أن وقع الصلح مع الإيطاليين في أكتوبر 1912 لزم رمضان بيته وعاش بعيدا عن الطليان، غنياً بنفسه عن كل ما يتفضل به الغزاة على الآخرين، وقد أكسبه ترفعه وتعففه عن تملق المستعمرين حباً وإعجاباً وتقديرا لدي الناس. وخلال هذه الفترة أخذ يعد نفسه ومن معه لقتال الغاصبين ويتحين الفرص لذلك إلى أن لاحت الفرصة من خلال ما حدث في معركة القرضابية من نصر للمجاهدين والتي كان أحد ابطالها وبها برز نجمه وعلي صيته وتطلعت إليه أبصار الناس وعقدوا عليه آمالهم. وبعد أن حرر مدينة مصراتة من الإيطاليين في 5 أغسطس 1915 أنشأ فيها حكومة وطنية برئاسته أظهر فيها حسن الإدارة وقوة الإرادة فدان له الناس بالطاعة، وأسس هيئة من العلماء تعرض عليها المشكلات والشكاوى وتبث فيها وأنشأ جهازا للشرطة يتولي تنفيذ قرارات هذه الهيئة، وحفظ الأمن والنظام والمحافظة علي حقوق الناس والحرص علي شعورهم بالطمأنينة علي حياتهم وأرزاقهم. وأنشأ بيت مال تحفظ فيه الأموال والغنائم التي يحوزها المجاهدون من المستعمرين الغزاة وأودعه في عهدة من أعيان المدينة وأنشأ قلما للمحاسبة مسؤولا عن كل ما يتعلق بأموال الحكومة وأوجه صرفها. كما أعاد ترتيب جيشه وجعل رؤساء للمجاهدين مسؤولين عنهم لتوزيع المسؤوليات وتناوبهم في المرابطة على الثغور ومراقبة تحركات العدو المتربص بالمدينة، فكانت هذه الحكومة مضربا للمثل في الدفاع عن الوطن والتي كان يقودها رمضان الشتيوي بالحزم والصرامة أحيانا والرفق واللين أحيانا أخرى، فأمتد نفوذها إلي السدادة شرقاً وإلي زليتن وقصر اخيار وساحل الأحامد وضواحي الخمس غرباً. وقد ساهم مع بعض القادة الوطنيين بغرب ليبيا في تأسيس الجمهورية الطرابلسية والتي كان على رأس مؤسسيها السيد سليمان البارونى، إلى أن وافته المنية على أرض ورفلة في 24 أغسطس 1920ومحمد البوسفي.
في ذلك اليوم سقط رمضان اشتيوي. نجحت إيطاليا من خلال دسائسها وعملائها أمثال أحمد ضياء الدين المنتصر وأخيه عبد القادر (مجموعة الوثائق الإيطالية الرابعة والعشرين، الصادرة عن مركز جهاد الليبين للدراسات التاريخية، 1999). وقد انعكس ذلك في موقف عبد النبي بالخير حيث منع مجاهدي ورفلة، والذين لا يمكن لأحد أن يشكك في شجاعتهم وإخلاصهم لوطنهم، منعهم من النزول بثقلهم شرف والتضحية في سبيل الوطن ولمدة 8 سنوات حاسمة (يوليو 1915 – نوفمبر 1923). وقد جاء في كتاب خليفة (بعد القرضابية)صفحة 211 «وقد اعتصم عبد النبي بالخير، بهذا الموقف، منذ استسلام الحامية الإيطالية في بني وليد (يوليو 1915) عقب معركة القرضابية، واستحكمت هذه العزلة بينه وبين الوطنبية بعد مصرع رمضان اشتيوي بورفلة في 24 أغسطس 1920»
وأمام هذا المنعطف الخطير كان لا مفر من المواجهة ووأد الفتنة في مهدها. فهذه المؤامرة لا تسعى للقضاء على أشخاص بعينهم فقط، بل كان هدفها إصابة حركة الجهاد في مقتل لا تنهض بعده أبداً، فضرب قلعة الجهاد في مصراتة عاصمة الجمهورية وكسر شوكتها لا يعني إلا شيئاً واحداً هو بداية النهاية لحركة الجهاد ضد الغزاة الطليان وإفساح الطريق أمام بسط السيادة الإيطالية على باقي أنحاء ليبيا.
وفي هذه المحن يُمتحن صدق الرجال، ولم يكن الليبيون في حاجة لانتظار بروزهم، ولم يكن رمضان ليخيب ظن أهله في كل أرجاء البلاد، الذين تعلقوا به لما وجدوا فيه من حزم وعزم وإقدام. وبالرغم من صعوبة الموقف وثقل المسؤولية إنحاز رمضان إلى الوطن وتقدم الصفوف ليقود المواجهة من الأمام، ضارباً عرض الحائط بكل الحسابات الشخصية، فلقي ربه مرتاح الضمير مؤدياً ضرية الوطن العظمى التي لا ينال شرفها إلا أولو العزم الصادقين، تاركاً لمن إنحاز إلى خندق الأعداء الغزاة، الخزي والعار إلى يوم الدين..
قال عنه الجنرال جرازياني (رمضان الشتيوي الأكثر ضراوة غير قابلة للتحول في عداوته ومعارضته للقضية الإيطالية. وهو الرجل الذي ظل من 1912 وما بعده لم يدع أية وسيلة تعرقل مساعينا إلا وسلكها وقد برهن بجلاء علي معارضته لأي عمل من أعمالنا التي تثبت سلطاننا) وقال أيضا (وبتاريخ 29 أبريل سنة 1915 في القتال الذي جرى مع قواتنا بقيادة الكولونيل مياني ضد الثوار بقصر بوهادي (القرضابية) خاننا رمضان الشتيوي، وغدر بنا مع جميع الفرق التي كانت معه، والتي سلحت من طرفنا وأكتسح بقواته قافلة الذخيرة والتموين، وفتح النار علي قواتنا، وخلال أيام حكمه وجه جميع تصرفاته دون هوادة ضد كل من يذكر الإيطاليين علي لسانه أو يفكر بهم). وعندما قتل رمضان الشتيوي قال جرازياني ((وكانت نهايته من حظنا، لأن هذا الشخص كان يملك بشكل ممتاز صفة القائد المقدام، بالإضافة إلي أنه كان يمتاز بقدرة غير عادية علي التنظيم العسكري والسياسي، ومن أقوى المتدينين وخان ليبيا))